# Cape Point

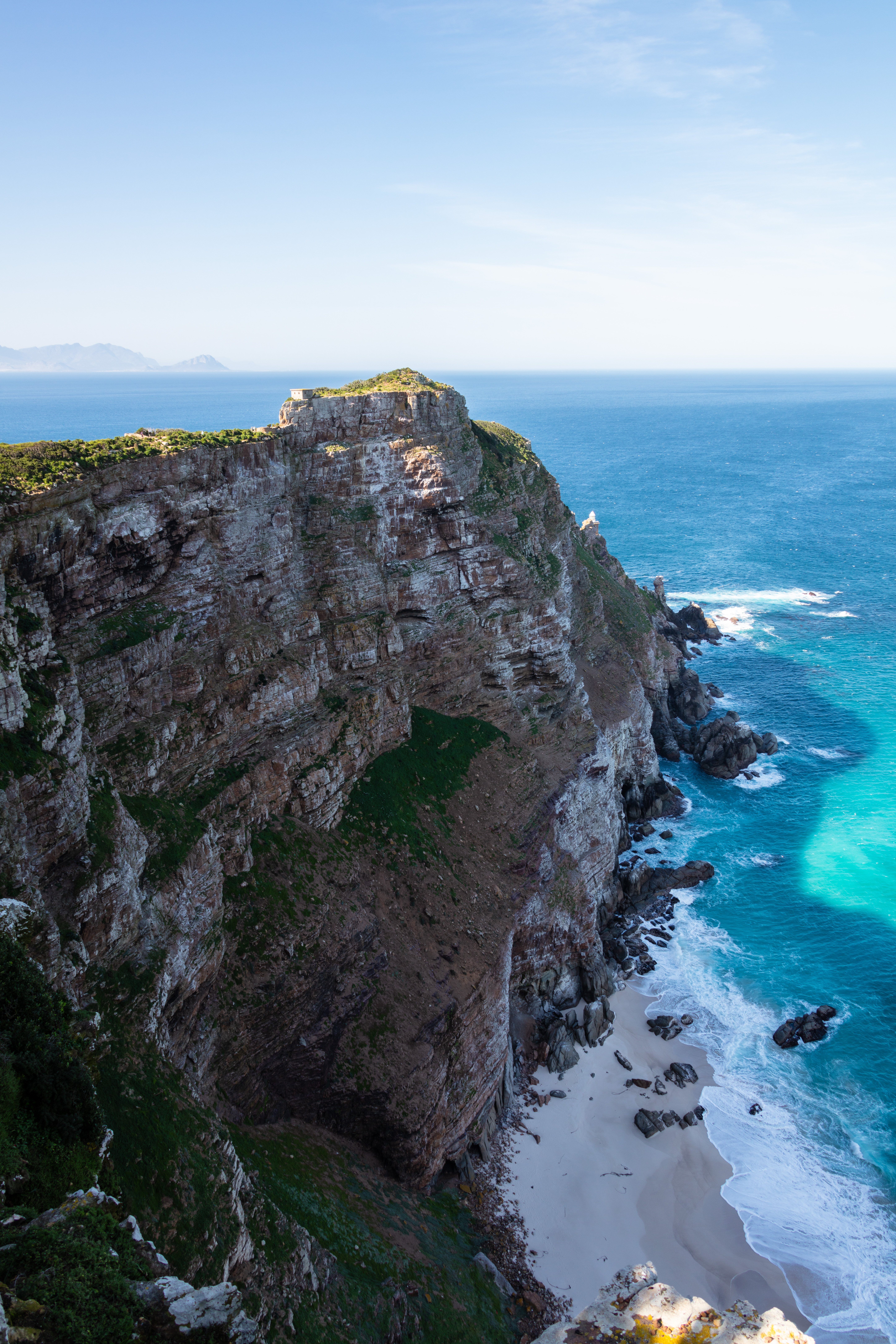
Der Cape-Point-Felsen

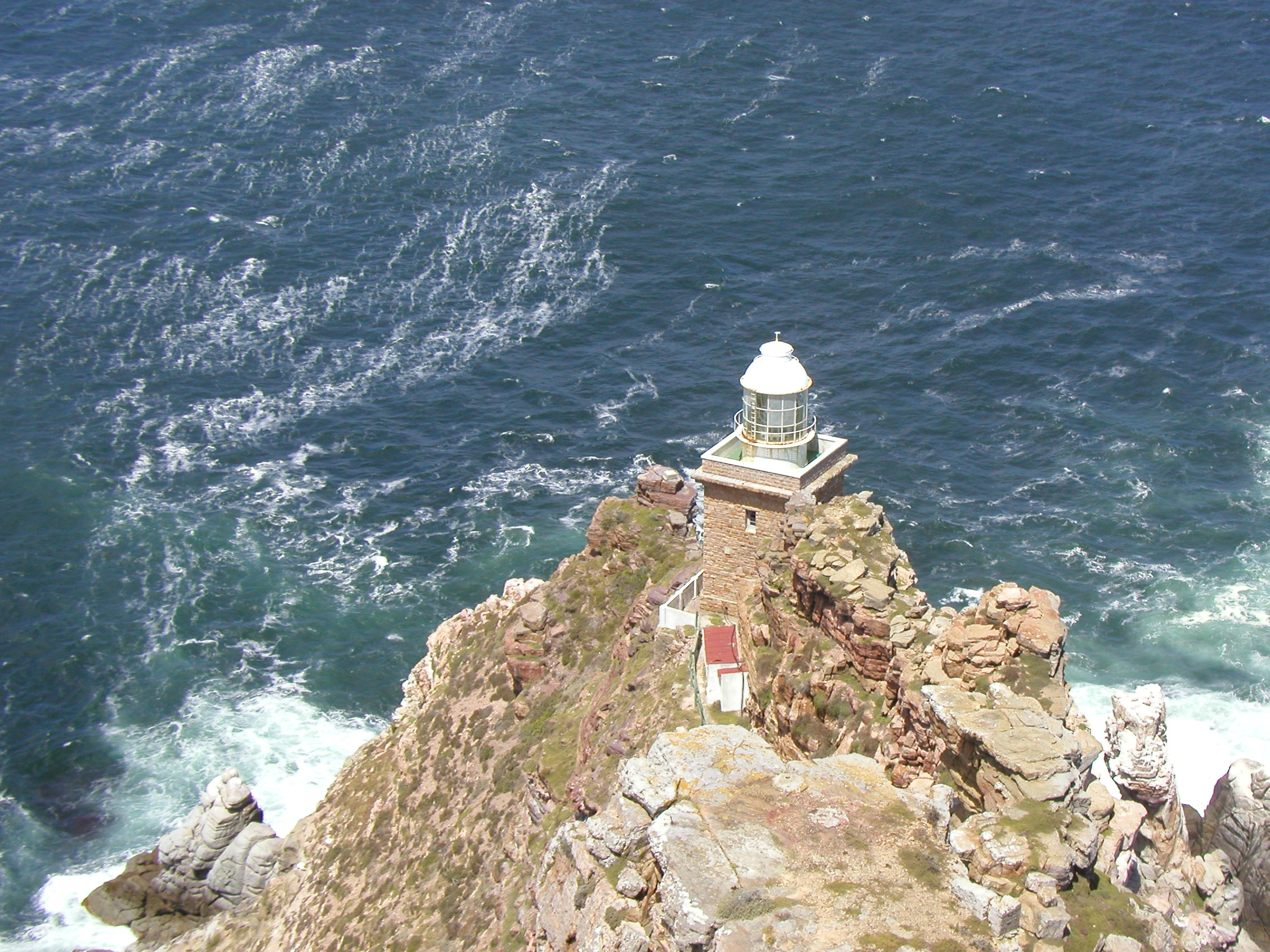
Cape Point Lighthouse

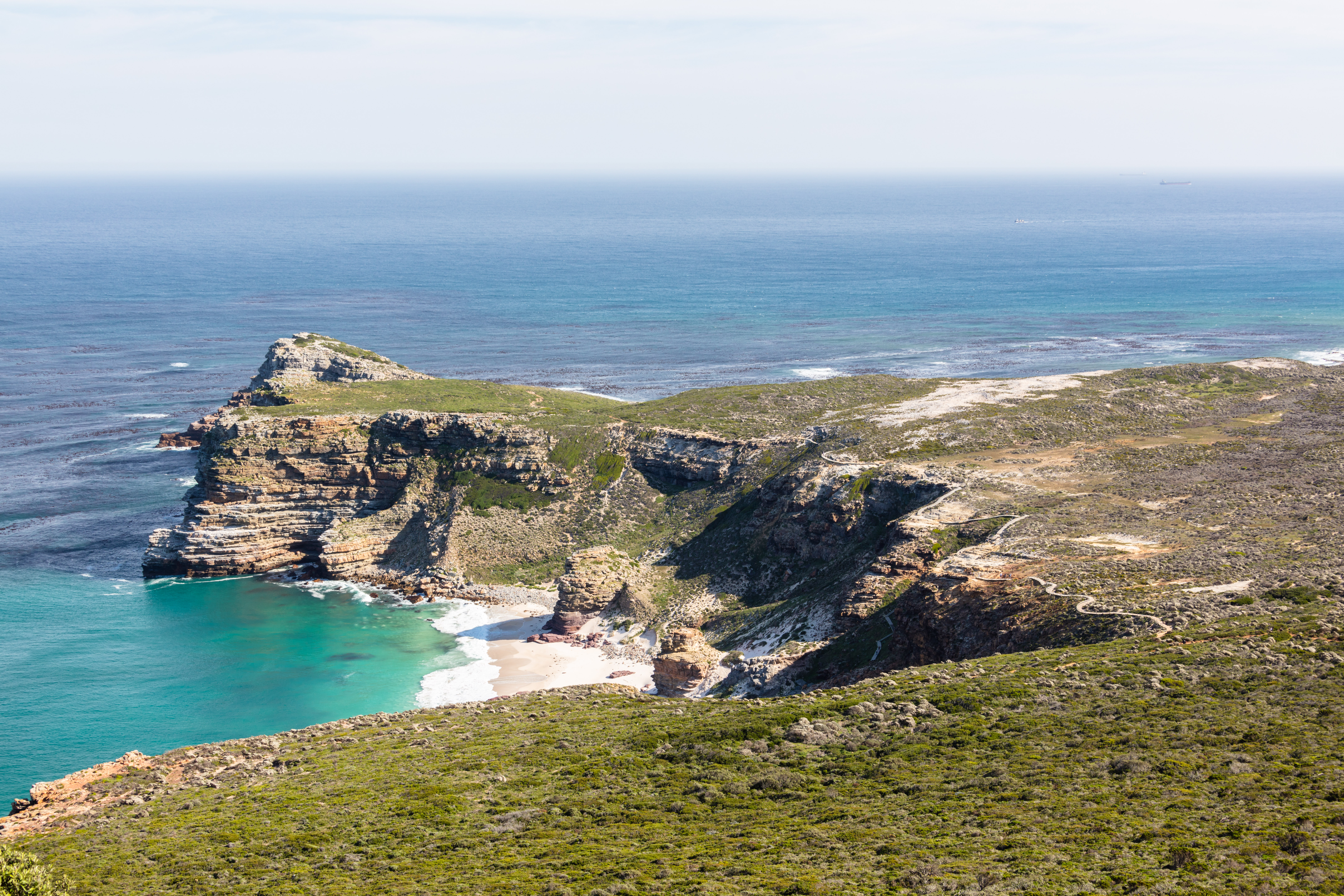
Blick auf das Kap der Guten Hoffnung (von Cape Point aus)

Cape Point (dt. Kap-Spitze) ist ein Kliff am Südende der Kap-Halbinsel in Südafrika, das dessen Spitze bildet. Es liegt etwa zwei Kilometer östlich vom Kap der Guten Hoffnung, mit dem es oft verwechselt wird.

## Lage
Cape Point bildet das östliche Ende der Kap-Halbinsel, ist aber nicht der südlichste Punkt, wie es auf manchen Fotos oder Karten suggeriert wird. Das Kap der Guten Hoffnung liegt zwei Bogensekunden (ca. 60 m) südlicher. Den südlichsten Punkt Afrikas bildet das Kap Agulhas.
Die Frage, ob Cape Point der Ort ist, an dem sich Atlantischer und Indischer Ozean treffen, ist nicht eindeutig zu beantworten. Rein topografisch liegt der südlichste Punkt des afrikanischen Kontinents 150 Kilometer weiter östlich, am Kap Agulhas, auch als Nadelkap bekannt. Da allerdings vor Cape Point (in einer Entfernung von 200 km vom Festland) eine kalte atlantische und eine warme Meeresströmung aus dem Indischen Ozean aufeinandertreffen, wird der Cape Point häufig als Punkt des Aufeinandertreffens der beiden Ozeane bezeichnet. Die Bucht östlich von Cape Point hat hierbei stets eine höhere Wassertemperatur als die westliche Meeresseite.

## Beschreibung
Das Kap der Guten Hoffnung ist vollständig naturbelassen: Außer der Straße, die dorthin führt, einem kleinen Parkplatz und Wendeplatz für Autos und Busse sowie einem Hinweisschild mit den Koordinaten des Ortes gibt es dort keine Einrichtungen. Cape Point dagegen ist durch touristische Infrastruktur erschlossen, hier findet sich auch das Two Oceans Restaurant.

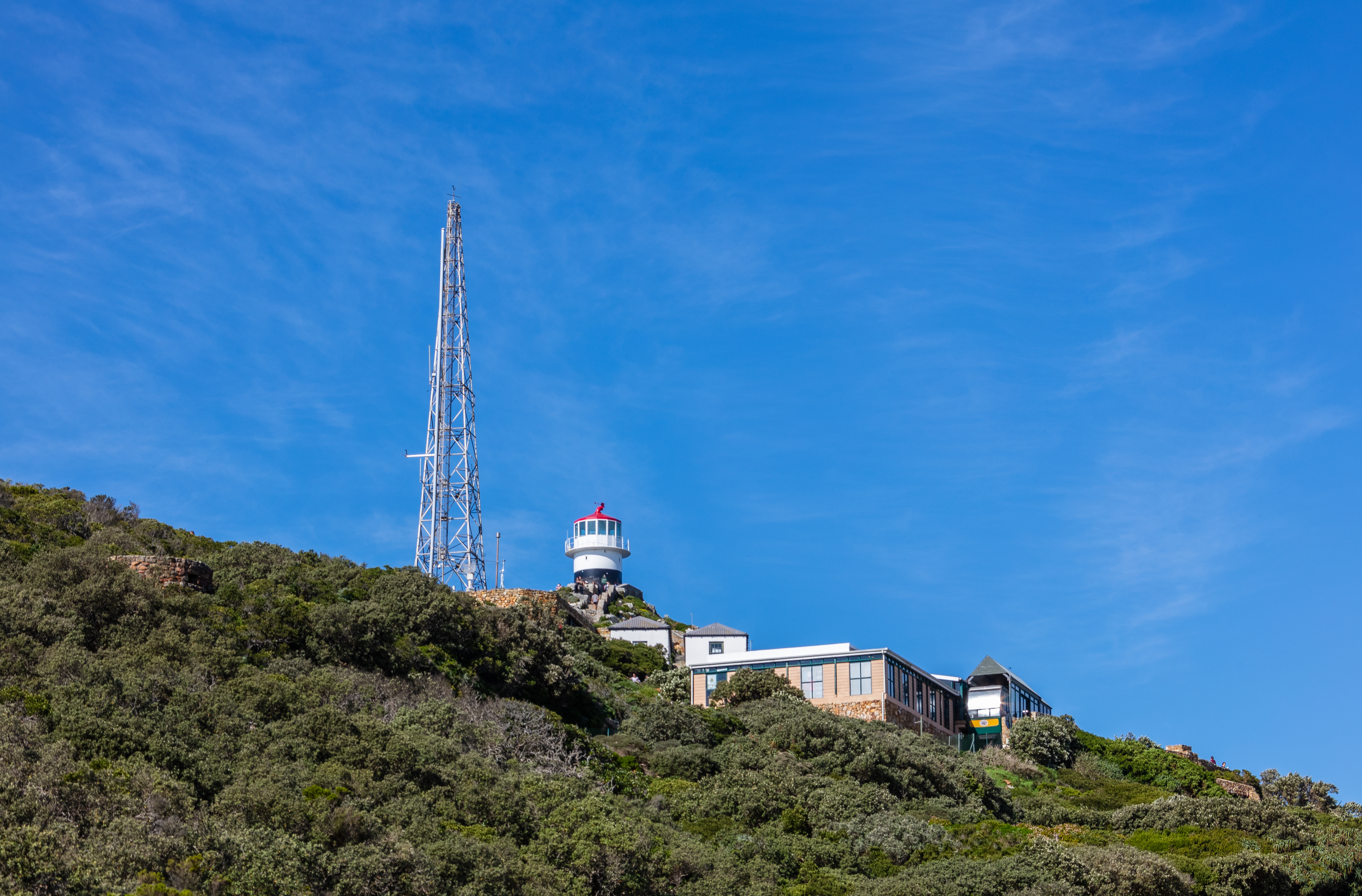
Der alte Leuchtturm

Das Ausflugsziel kann man über Treppen zu Fuß oder mit der kleinen Standseilbahn Flying Dutchman erreichen. Letztere führt vom Parkplatz bis nahe an den älteren der beiden Leuchttürme heran. Dieser wurde auf dem höchsten Punkt des Kliffs in 238 m über dem Meer im Jahre 1859 errichtet. Da dieser erste Leuchtturm jedoch zu hoch und zu weit von der Küste entfernt steht, verlor sich sein Licht im Nebel, der sich auf seiner Höhe zu oft bildet. Mit 900 Stunden im Jahr war der Lichtkegel relativ selten weithin sichtbar. Dies führte im Jahre 1911 zum Untergang eines Schiffes namens Lusitania, mit über 700 Menschen an Bord (nicht zu verwechseln mit jenem Schiff, das 1915 durch ein U-Boot versenkt wurde). Daher wurde ein neuer Leuchtturm auf nur 87 Metern Höhe über dem Meer näher am Wasser, am so genannten Diaz Point errichtet. Vom alten Leuchtturm hin in die Nähe zum neuen führt ein Wanderweg an den steil abfallenden Kliffwänden entlang. Am Ende des Weges findet sich eine Aussichtsplattform mit Blick auf den neuen Leuchtturm.
Da die Luft am Cape Point als weitgehend unbelastet gilt, wurde hier eine Klimabeobachtungsstation errichtet, die vom südafrikanischen Wetterdienst und dem deutschen Institut für Meteorologie und Klimaforschung (IMK) (vormals ein Fraunhofer-Institut) betrieben wird und zum Netz der Global Atmosphere Watch gehört.